# Enrico Cecchetti
Enrico Cecchetti (Roma, 21 giugno 1850 – Milano, 13 novembre 1928) è stato un ballerino, coreografo e insegnante italiano.
Cecchetti, il maestro di danza più famoso del XX secolo, nacque in un camerino del Teatro Apollo di Roma. Era figlio d'arte: anche il padre Cesare e la madre Serafina Casagli erano danzatori di Civitanova Marche così come la sorella Pia, il fratello Giuseppe, gli zii Maria, Raffaella e Antonio. Ballerini rinomati furono pure sua moglie Giuseppina De Maria, i figli Riccardo e Grazioso, il nipote Riccardo. Enrico a cinque anni esordì in un teatro a Genova. In seguito, con la famiglia, andò in tournée negli Stati Uniti con una piccola compagnia, dove erano stati ingaggiati come membri della compagnia organizzata dal danzatore ed impresario D. Ronzani, e ballò ne Il Birichino di Parigi alla Filadelfia Academy of Music.

## Biografia

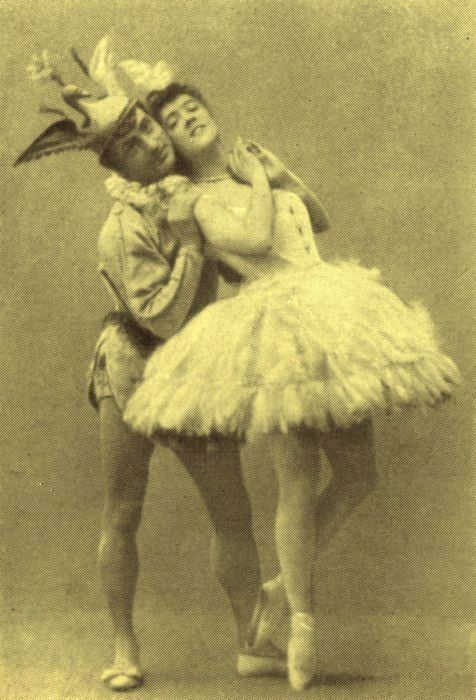
Enrico Cecchetti nel ruolo dell'Uccellino Azzurro e Varvara Nikitina nei panni della principessa Florine nel pas de deux dell'Uccello Azzurro del III atto del balletto di Petipa/Tchaikovsky La bella addormentata, 1890

Il padre avrebbe voluto un altro futuro per lui ma Enrico voleva studiare danza. Così il padre decise di iscriverlo nel 1864 all'Accademia di danza diretta da Giovanni Lepri  a Firenze. Studiò anche con altri due colleghi del padre: Cesare Coppini, che insegnava a La Scala a Milano, e Filippo Taglioni, padre della famosa ballerina, Maria Taglioni. Tutti gli insegnanti di Cecchetti erano stati allievi di Carlo Blasis, famoso maestro del Teatro alla Scala e questo contribuì a formare il metodo di insegnamento di Cecchetti che seguiva le teorie di Blasis contenute nel libro Traité élémentaire, théorique et pratique de l'art de la danse, pubblicato nel 1820. Dopo aver ballato con la sorella Pia al saggio annuale, debuttò con lei nel 1866 al teatro Pagliano nel balletto del padre Niccolò de' Lapi.
Il debutto vero e proprio avvenne a vent'anni nel 1870 al Teatro Nazionale di Torino e poi al Teatro alla Scala in La Dea del Valhalla di Pasquale Borri, un altro allievo di Blasis. In seguito danzò nei Teatri più importanti. Nel 1872 partecipò, con il padre e la sorella Pia, all'inaugurazione del Teatro Annibal Caro a Civitanova Marche, cittadina di origine della famiglia.
Nel 1885 fu tra gli interpreti delle repliche a Vienna e Londra del gran ballo Excelsior di Luigi Manzotti, del quale interpretò anche Amor alla Scala nel 1886, e nel 1887 è stato nominato primo ballerino dei Teatri Imperiali russi debuttando al Teatro Mariinskij di San Pietroburgo, in Il Tulipano di Harlem di Lev Ivanov. In tutti i teatri fece sensazione per la brillantezza delle sue batterie (salti battuti), per i salti sorprendenti e, soprattutto, le pirouettes vorticose e la sua abilità tecnica.

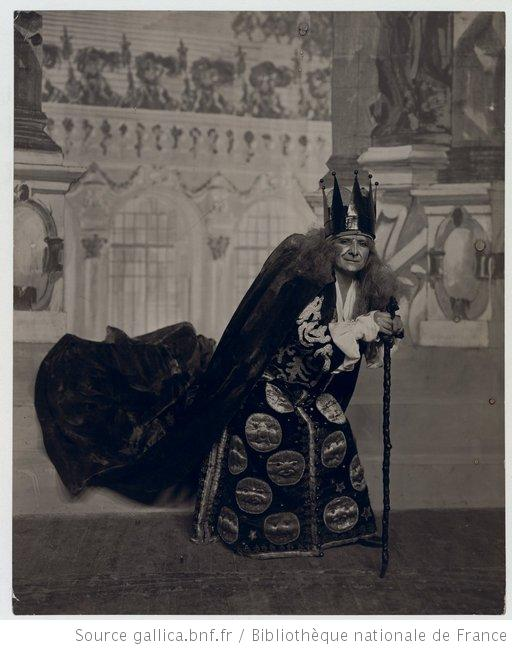
Enrico Cecchetti nel ruolo di Carabosse in La Bella Addormentata, alla ripresa del balletto nel 1921 a Londra per i Balletti Russi di Sergej Djagilev (costume disegnato da Léon Bakst).

Dal 1888 al 1902 oltre che primo ballerino fu anche maître de ballet in seconda e dal 1892 al 1902 insegnante alla Scuola Imperiale di San Pietroburgo. Fu considerato il ballerino più rigoroso e raffinato e il mimo più convincente del suo tempo. Alla prima rappresentazione del balletto La Bella addormentata di Petipa nel 1890, come mimo creò e danzò il ruolo en travesti della strega Carabosse e come ballerino virtuoso il ruolo dell'Uccellino Azzurro, dimostrando qualità eccezionali. Per il suo strepitoso virtuosismo venne chiamato il ciclone.
Dal 1907 al 1913 fu maestro privato di Anna Pavlova.
Dal 1910 al 1918 fece parte della compagnia dei Ballets Russes di Sergej Djagilev come maestro di danza. Pare che nessuno dei ballerini che Djagilev aveva chiamato nella sua compagnia avrebbe mai accettato di rinunciare alle lezioni di Cecchetti, così Djagilev lo ingaggiò come maestro e interprete in ruoli di mimo.

### Il Metodo Cecchetti
In seguito Cecchetti aprì una propria scuola a Londra frequentata dai più grandi ballerini del momento e creò una tecnica di balletto che ora è conosciuta come metodo Cecchetti. Decise di codificare il suo metodo, che fino ad allora era stato ampiamente sviluppato e tramandato oralmente, in un manuale di studio, con la collaborazione dello scrittore e storico della danza britannico Cyril W. Beaumont, Stanislas Idzikowski, ballerino polacco trapiantato a Londra e suo ex studente, Margaret Craske e Derra de Moroda.
Dimostrazioni di posizioni di base ed esercitazioni furono fatte da Cecchetti e da Idzikowski, con commento, e poi disegnate da Randolph Schwabe e ridotte da Beaumont a un testo scritto. La collaborazione portò alla co-paternità di Beaumont e Idzikowski di un manuale tecnico, completato nel 1922.
Nel 1922 fu pubblicato il manuale del metodo Cecchetti dal titolo A Manual of the Theory and Practice of Classical Theatrical Dancing, in modo da poter essere usato dai maestri di balletto per perfezionare la tecnica dei ballerini. Il manuale promosse la formazione della Cecchetti Society confluita in seguito nella Imperial Society of Teachers of Dancing (ISTD). Questa tecnica è popolare tra gli insegnanti di balletto passati e presenti, rimanendo fresca e contemporanea.
Con il metodo Cecchetti, i ballerini seguono una routine rigorosa ed esercizi quotidiani che sviluppano abilità sotto ogni aspetto atti ad aiutare l'apprendimento e l'esecuzione di ogni tipo di danza. Questo metodo di allenamento è utilizzato da molte compagnie di balletto in tutto il mondo, tra cui il National Ballet of Canada e la Mont Albert Ballet School di Melbourne, in Australia.
Tra gli studenti stranieri che hanno studiato con Cecchetti a Londra c'era la giovane ballerina americana Ruth Page nel 1920.

### Ritorno in Italia e morte
Nel 1925 il Maestro fu chiamato da Arturo Toscanini a dirigere la scuola del Teatro alla Scala. Tornare in Italia ad insegnare era la realizzazione di un sogno e Cecchetti, benché già vecchio e malato, accettò. Nel 1927 morì la sua amata moglie e questo fu un durissimo colpo per lui.  Fatma Enayet-Arfa, una delle sue ultime allieve, riferisce che egli era divenuto molto collerico e che, a ogni errore, picchiava le gambe delle ragazze con uno dei due bastoni che usava durante le lezioni. Il 12 novembre 1928 si recò come al solito alla Scala alle nove di mattina per la lezione. Colto da malore durante la classe, perse conoscenza e morì il giorno dopo, il 13 novembre. Le sue spoglie, per desiderio del nipote Prof. Giorgio Cecchetti, Presidente del locale Museo Etnografico e dello Strumento Musicale a fiato, riposano nel piccolo cimitero di Quarna Sotto  località posta sulle alture del Lago d'Orta in Provincia di Verbania, il paese noto per la costruzione degli strumenti a fiato.

## Eredità
Oltre alla già citata Anna Pavlova, furono suoi allievi Cia Fornaroli, Pierina Legnani, Léonide Massine, Attilia Radice, Vaslav Nijinsky, Tamara Karsavina, Dame Ninette de Valois, Dame Marie Rambert, Gisella Caccialanza, Vincenzo Celli, Luigi Albertieri, Dame Alicia Markova, Ol'ga Preobrajenskaja, Matil’da Kšesinskaja, Serge Lifar, George Balanchine, Ruth Page.
Come ballerino e coreografo, oltre ai ruoli già citati, creò e danzò il Grande Eunuco in Shéhérazade (1910) di Michel Fokine, il mago Katschei ne L'uccello di fuoco (1910) e il Ciarlatano in Petrushka (1911).
Pressoché ignorato in Italia, il suo metodo è molto seguito e studiato nei paesi anglosassoni.
Il metodo è strutturato in un programma ben preciso e comprende "tabelle di marcia" quotidiane stabilite. Famosi sono gli adagi (con un approfondito uso dell'equilibrio) e gli allegri. A lui dobbiamo l'introduzione delle cinque posizioni delle braccia anziché tre. Il metodo Balanchine trae le sue basi dall'insegnamento impartito a Balanchine stesso da Cecchetti alla scuola del Balletto Mariinskij.